# 柬埔寨—越南关系
柬越关系是柬埔寨王国和越南社会主义共和国之间的双边关系。这两个国家在过去的1000年，拥有着共同的陆地边界，由于是法国殖民帝国的一部分而有着更近的历史联系。两国都是东南亚国家联盟（ASEAN）的成员。

## 国家比较
| 常用名                         | 柬埔寨                       | 越南                                     |
| 官方名字                       | 柬埔寨王国                   | 越南社会主义共和国                       |
| ------------------------------ | ---------------------------- | ---------------------------------------- |
| 纹章/徽章                      |                              |                                          |
| 旗帜                           | 柬埔寨                       | 越南                                     |
| 人口                           | 16,718,971                   | 96,208,984                               |
| 区域                           | 181,035 km2（69,898 sq mi）  | 331,699 km2（128,070 sq mi）             |
| 人口密度                       | 87/km2（230/sq mi）          | 295/km2（760/sq mi）                     |
| 首都                           | 金边                         | 河内                                     |
| 最大的城市                     | 金边                         | 胡志明市                                 |
| 政府                           | 单一制治党议会选举君主立宪制 | 单一制马克思列宁主义的一党社会主义共和国 |
| 憲法                           | 《柬埔寨王国憲法》           | 《越南憲法》                             |
| 地理位置                       |                              |                                          |
| 执政党                         | 柬埔寨人民党                 | 越南共产党                               |
| 国家元首                       | 柬埔寨国王                   | 越南社会主义共和国主席                   |
| 政府首脑                       | 柬埔寨首相                   | 越南政府总理                             |
| 国会议长                       | 柬埔寨参议院主席             | 越南国会主席                             |
| 官方语言                       | 高棉                         | 越南语(事实上)                           |
| 国内生产总值（名义）           | 270 亿美元                   | 340.602 美元 亿                          |
| 人均 GDP（名义）               | 1,614 美元                   | 3,498 美元                               |
| 国内生产总值（购买力平价）     | 770 亿美元                   | 1.047 美元 万亿                          |
| 人均国内生产总值（购买力平价） | 4,645 美元                   | 10,755 美元                              |

## 历史

### 早期历史

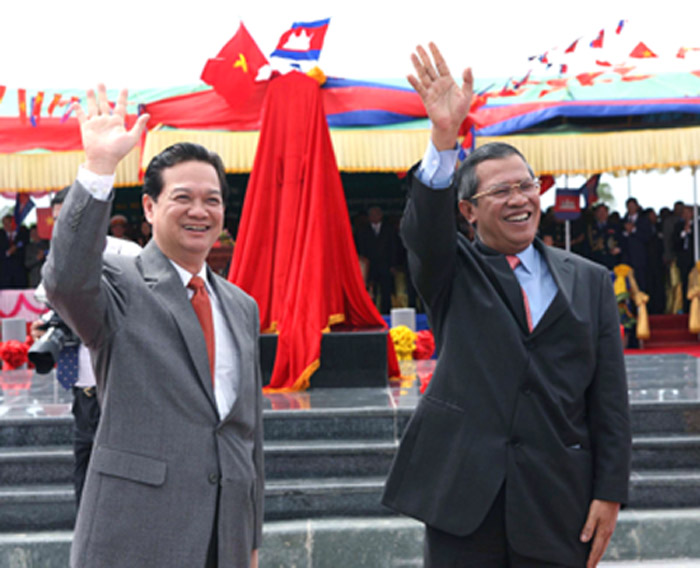
2007年，柬埔寨首相洪森和越南首相阮晋勇在巴韦市举行的仪式上。

越南人和高棉人（柬埔寨）都是古代讲南亞語系的民族的后裔，他们在中南半岛的东部和东南部地区定居。越南社会始于中国南部的红河三角洲，汉化程度很高，而以湄公河下游为中心的高棉社会则是印度化王國。在这些早期时期，这两个社会的各种政体并没有共同的边界。 
根据来自一份987年的高棉文记录了跨越安南山脈的越南商人的到来。 大越国和高棉帝国的势力范围重叠，导致了几个世纪的摩擦和冲突。据编年史越史略记载，高棉帝国在1012年和1014年首次向大越進貢。 该编年史记录了高棉使节于1069年、1086年、1088年和1095年向大越进贡。 在1128年，国王蘇利耶跋摩二世要求越南国王向高棉派遣使节和贡品。 从1128年到1150年，大越成功击退了柬埔寨人的入侵。 
从14世纪开始，越南的领土向南扩张从李朝开始，陈朝时期不断扩张，大部分是以占婆为代价的，占婆成为一个日益压缩的政体。到17世纪，越南军事指挥官政府廣南國鼓励定居者进入高棉领土，最终从柬埔寨朝廷手中夺取了湄公河三角洲。 今天，柬埔寨在东部和东南部与越南有1,137公里长的边界。 
柬荷战争后，皈依伊斯兰教的柬埔寨佛教国王被越南阮主赶下台并逮捕，而易卜拉欣的兄弟仍是佛教徒，他们请求越南人帮助柬埔寨恢复佛教，将其赶下王位。 
16世纪和17世纪标志着京族人（越南裔）渗透到湄公河三角洲南部的高峰期，取代了高棉人。  阮福彦的军事行动为越南人开辟了更多的高棉土地，随后阮福林于1674年巩固了越南人对普利安哥 （后来的西贡）地区的控制。到1732年，梅萨（现在的美湫市）和朗戈（现在的永隆市）都落入越南人手中。阮天政和阮固顺的军队在1750年代控制了湄公河河口，切断了柬埔寨的河流出海通道。 清朝征服明朝（1618-1683 年）后，越南人的存在得到了加强，当时一群明朝忠诚的难民来到该地区寻求阮主的保护。由鄚玖（1655-1735 年）领导的那些人帮助定居河仙，而其他人则涌向边和和美寿，驱逐高棉人。 到1775年，柬埔寨朝廷没有流血的情况下将茶榮省、朔庄省和安江省 地区割让给了越南人。 

### 越南入侵柬埔寨，1811–1845 年
随着19世纪初阮朝的崛起，越南南部受到朝廷更严格的控制。越南皇帝明命帝 （1820-41 年）采取家长式的观点，认为高棉人落后，并命令他的将军張明講去“教化”“野蛮”的柬埔寨人。随着金边的占领，柬埔寨本身被置于越南的控制之下，实施了文化越南化政策，迫使高棉人采用越南服装、名字和语言。 国家鼓励越南人在金边定居的速度加快，越南占领军将安眉等柬埔寨本土领导人偷偷带到越南内陆，以削弱高棉人的抵抗。然而，1840 年至1845年在越南南部发生的高棉起义使得这种直接统治政策对越南宫廷来说代价高昂，在明命帝死后，越南选择将柬埔寨保留为附属国。 
在暹罗-越南战争之后，首先是在1830年代，以及接下来的十年后，柬埔寨成为越南和暹罗的附庸国，在文化和行政上都被越南化。1863年，在泰国长大的柬埔寨国王诺罗敦（1860-1904 年在位）与法兰西帝国签署了一项条约，授予后者矿产勘探权，前提是它能确保该国免受泰国和越南的攻击。 然而，在法属印度支那（后来包括越南）的殖民统治期间，法国当局将越南劳工引进柬埔寨，那里越来越多的少数民族开始主导该国的商业和水资源。在第一次印度支那争取独立的战争中，一些柬埔寨人，包括诺罗敦·西哈努克国王，因害怕越南的殖民统治而与越盟军队作战。 

### 越南战争
独立后，柬埔寨王国与北越和南越都保持外交关系。然而，越南共产党，包括南部的越共和北部的越南人民军，利用柬埔寨领土作为基地和补给线来进行越南战争，尽管越共此前在1954年日内瓦会议上保证柬埔寨的中立性。南方的吴廷琰政府甚至将越共追到了柬埔寨境内。早些时候，在1959年的曼谷阴谋中，吴廷琰政府支持政治家萨利、孙玉清（Son Ngoc Thanh）和戴春（Dap Chhuon）的阴谋，以推翻西纳侯克的政府，用一个亲南方的右翼政权取代它。尽管西纳侯克试图与河内保持良好关系，并对越南人民军在其国内的基地视而不见，但越南人民军也从1968年开始武装和庇护被称为红色高棉的反政府叛乱分子。到1969年，尽管之前在林登-约翰逊的领导下坚持柬埔寨的中立，但美国决定在“选单行动”中轰炸柬埔寨边境地区的北越和越共部队，因为越南人民军正利用它作为攻击南越的基地。
尽管试图与 "在......我们的共同边界方面最合理的（越南国家）进行谈判。我们的共同边界"，但柬埔寨领导人诺罗敦-西哈努克未能从越南政府那里得到关于金边特别是富國島的潜在领土争端的消息。西哈努克本人也被指控在柬埔寨容纳北越的军事基地，广泛的反越暴乱最终导致国民议会于1970年3月投票罢免西哈努克。新任柬埔寨总统朗诺主要针对在边境地区活动的越共，宣布所有在柬埔寨的越南军队必须离开，以保持国家的中立性。北越对这一要求（以及红色高棉的援助呼吁）的回应是入侵柬埔寨，迅速征服了该国40%以上的地区。他们接着将他们获得的大部分领土移交给了红色高棉，并大大加强了对他们的支持；由于这一点和入侵，红色高棉在两个月内从几千名战士迅速发展到几万名战士。在柬埔寨战役中，美国和南越军队试图在不久之后赶走越南人民军，但尽管损失惨重，还是失败了。在接下来的五年里，柬埔寨内战不断，北越和中国支持红色高棉，而南越和美国则支持朗诺新宣布的高棉共和国。在这场战争中，越南人民军将在柬埔寨境内多次与高棉共和国部队交战，以支持红色高棉，例如“真腊行动”。
紅色高棉反对派于1975年在西贡被北方军队攻陷前不久在柬埔寨上台。 
越南战争期间，柬埔寨的反越情绪高涨；越南族人在朗诺的反共势力手中被屠杀并倾倒在湄公河中。 红色高棉尽管与北越结盟，但后来效仿了朗诺的行动。 

### 柬越战争
柬埔寨和越南之间发生过多次战争。 1979年，由于柬越战争，越南推翻了红色高棉占领了柬埔寨。越南占领军和记者发现了红色高棉虐待的证据，例如吐斯廉监狱设施，并广泛宣传 
当今柬埔寨对柬越战争的看法存在分歧。一些人认为，越南的干预帮助柬埔寨摆脱了红色高棉的种族灭绝政权，而另一些人则认为这是越南为了维护自身在柬埔寨的利益的入侵和占领。 

### 21世纪后
2005年，越南和柬埔寨签署了1985年原《国家边界划定条约》的补充条约，柬埔寨则认为该条约是无法接受的。因此，越南根据该条约对柬埔寨的土地提出了几项要求，提出了越南侵占的指控。在前法属印度支那政府的一位部长的声明中，柬埔寨需要放弃两个村庄给越南，以换取Thlok Trach和Anlung Chrey两个村庄，为了解决这一争端，2011年，柬埔寨政府宣布将加快与越南的划界进程。  2012年6月24 日，越南和柬埔寨庆祝共同边界上的最后一个标记314的标定。越南总理阮晋勇和柬埔寨首相洪森亲自出席庆典，为新标志揭幕，并且重申了两国的合作和友谊。 
在柬越关系55周年之际越南副总理黎明概重申了“不允许任何敌对势力利用其领土危害对方安全”的承诺。两国同意不让其他国家利用领土对另一国造成伤害。
2024年8月5日，德崇扶南運河工程启动，柬埔寨首相洪玛奈等人出席主持奠基仪式，并表示“我们必须不惜一切代价建造这条运河”。由于该运河建成后，可以减少柬埔寨通过湄公河经越南出海的依赖性，越南表示强烈反对，有越南学者表示会对湄公河三角洲水資源產生負面影響，越南政府则表示該運河有被中華人民共和國軍艦利用的可能。

## 经济关系
自20世纪90年代以来，两国的关系已逐步改善。越南和柬埔寨都是多边区域组织的成员，如东盟和湄公河-恒河合作组织。两国开放发展跨境贸易，并放宽了签证规定。 两国政府制定了官方目标，到2010年将双边贸易额增长 27%，达到23亿美元，到2015年达到65亿美元。  2007年，越南向柬埔寨出口了价值12亿美元的商品。柬埔寨是越南商品的第16大进口国，越南是柬埔寨的第三大出口市场。 

## 外交使团

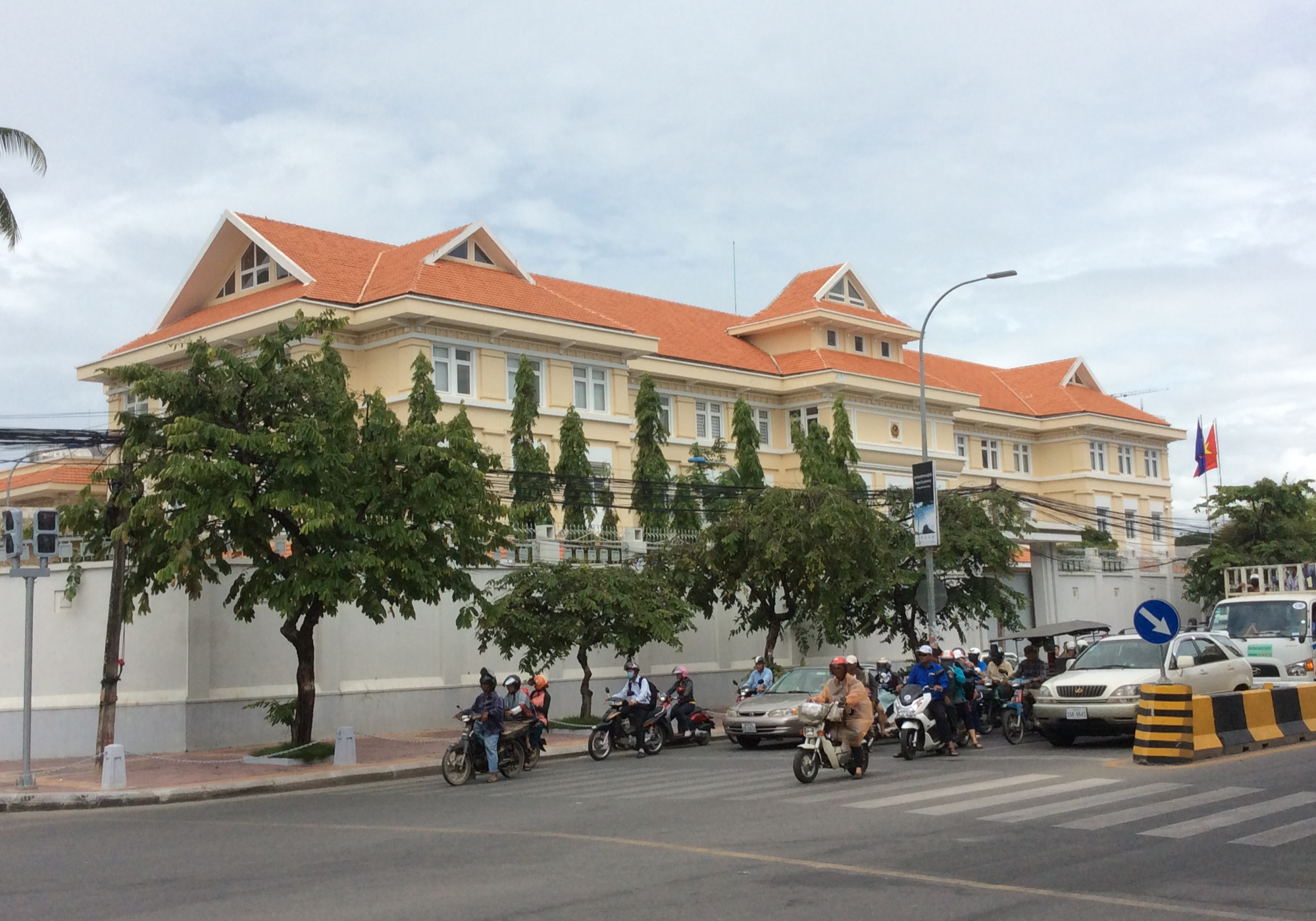
越南驻金边大使馆

- 柬埔寨在河内设有大使馆，在胡志明市设有总领事馆。
- 越南在金边设有大使馆，在马德望和西哈努克市设有总领事馆。

## 延伸阅读
- 阿梅尔，拉美西斯。 “柬埔寨的越南人：处于危险之中的少数民族？ ”当代东南亚(1994)：210-238在线 （页面存档备份，存于）。
- 阿梅尔，拉美西斯。 “柬埔寨和越南之间的边界冲突。” IBRU 边界和安全公告5.2 (1997)：80-97在线。
- 莱顿，玛丽安基尔希。 “对越柬边境冲突的看法”。亚洲调查18.5 (1978)：448–457。
- 冷，Thearith。 “小国外交：柬埔寨对越南的外交政策”。太平洋评论30.3 (2017)：328–347。在线的 （页面存档备份，存于）
- Levinson、David 和 Karen Christensen 合编。现代亚洲百科全书。 (2002) 1:426–427。
- Morris, Stephen J.越南入侵柬埔寨的原因：政治文化和战争起因（斯坦福大学出版社，1999 年）。
- Westad、Odd Arne 和 Sophie Quinn-Judge，编。第三次印度支那战争：中国、越南和柬埔寨之间的冲突，1972-79 (Routledge, 2006)。
- 沃马克，布兰特利。 “不对称和系统性误解：1970 年代的中国、越南和柬埔寨。”战略研究杂志26.2 (2003)：92-119在线。
- 国际边界研究第 155 号 – 1976 年 3 月 5 日柬埔寨 – 越南边界 （页面存档备份，存于）
- 978-604-75-1532-5